# Йонас Жямайтіс-Вітаутас
Йонас Жямайтіс-Вітаутас (лит. Jonas Žemaitis-Vytautas; 15 березня 1909, Паланга — 26 листопада 1954, Бутирська в'язниця, Москва, РРФСР, СРСР) — литовський державний та військовий діяч, бригадний генерал. Верховний головнокомандувач литовського антирадянського руху опору після завершення Другої світової війни. Визнаний литовським Сеймом фактичним виконувачем обов'язків президента. Професійний артилерист.

## Життєпис
Народився у м. Паланга, нині Литва (тоді Курляндська губернія, Російська імперія) у родині збіднілого службовця, що працював у графа Фелікса Тишкевича.
У 1910—1917 роках жив з батьками в Польщі, у місті Ломжа, де його дядько володів великими молочними фермами.
Закінчивши навчання в гімназії, Йонас вступив до Каунаського військового училища, де вчився на артилерійського офіцера. У 1936 році він склав конкурсні іспити і був направлений у Францію для навчання у артилерійській школі Фонтебло. Після закінчення навчання 1938 року, він повернувся на батьківщину і був призначений у 1-й артилерійський полк командиром роти, а згодом очолив 4-ий артилерійський полк литовської армії.
Після першої радянської окупації Литви 1940 року перейшов на німецьку територію, однак служити у Вермахті відмовився.
У 1941 повертається до Каунаса, де працює інженером з видобутку торфу. У 1942, після народження сина, переїжджає у рідне село його діда та бабусі, де займається сільським господарством. З наближенням фронтів Другої світової війни 1944 вступив до Литовських територіальних сил оборони, організованих Повіласом Плехавічюсом у згоді з Вермахтом. Однак невдовзі німці розформували литовську частину, а більшість його офіцерів пішло в підпілля. Активну боротьбу з совєцькою окупацією Жямейтіс провадив із 1945. 1947 очолив Жебенкський штаб самооборони, а з 1948 призначений Головнокомандувачем усіх збройних партизанських сил Литви.
У 1949 Жямайтіс обраний головою президії Ради союзу борців за визволення Литви, яка ухвалила політичну декларацію про ведення збройної боротьби за відновлення самостійної демократичної Литовської республіки.
У грудні 1951 пережив крововилив у мозок, повністю паралізований.

## Страта
У 1953 криївку Жямайтіса виявлено агентами МГБ СССР, його заарештовано. Етапований до Москви, де його справою займався персонально Лаврентій Берія. Не зважаючи на безпомічний стан (прикутий до ліжка), його стратили 26 листопада 1954 в Бутирській тюрмі. Московська влада добилася винесення такого вироку саме від імені Литовської ССР.

### Посмертна доля
Із набуттям незалежності Литви Жямайтіса визнано національним героєм Литви.
У Вільнюсі Жямайтісу споруджено пам'ятник поблизу Міністерства оборони Литви, також є пам'ятник генералу і в м. Паланга. 1998 його ім'я присвоєне військовому училищу в Каунасі.
У 2009 рішенням Сейму Литовської Республіки проголошений четвертим президентом країни де-факто, що виконував обов'язки голови держави під час радянської окупації.
У рішенні Сейму говориться, що «з прийняття декларації ради Руху борців за свободу Литви (ДБСЛ) від 16 лютого 1949 року до смерті 26 листопада 1954 голова ради ДБСЛ Йонас Жямайтіс був керівником Литовської держави, яка боролася з окупацією, фактично виконував обов'язки президента».